# Hejderidarens gravsten
Hejderidarens gravsten är en fornlämning i Mölndals kommun.
Gravstenen är belägen mellan väg E6 och järnvägen mot Borås, i höjd med Kallebäck. Ursprungligen stod stenen i trädgården till gården Presenten, men den flyttades upp i bergssluttningen när Boråsbanan anlades. Stenen flyttades till nuvarande plats, vilken är nära ursprungsplatsen, år 2001 för att minska risken för besökare.
Lars Svensson (1756–1838) var vice hejderidare över kronoparken Slottsskogen och skogvaktare i Askims härad. Han ägde en gård i närheten av gravplatsen och han förekommer i flera lokala skrönor där han bland annat påstås ha sovit middag i sin egen gravkista.
Texten på gravstenen lyder
| ” | HÄR UNDER HW(ILAR) HEDERIDAREN LA(RS) SWENSSON FÖDD 1756 DÖD GUD MISKUNDA DIG ÖFWER MIG SYNDARE | „ |

Gravstenen tillkom före hans död, och något dödsår ristades aldrig.

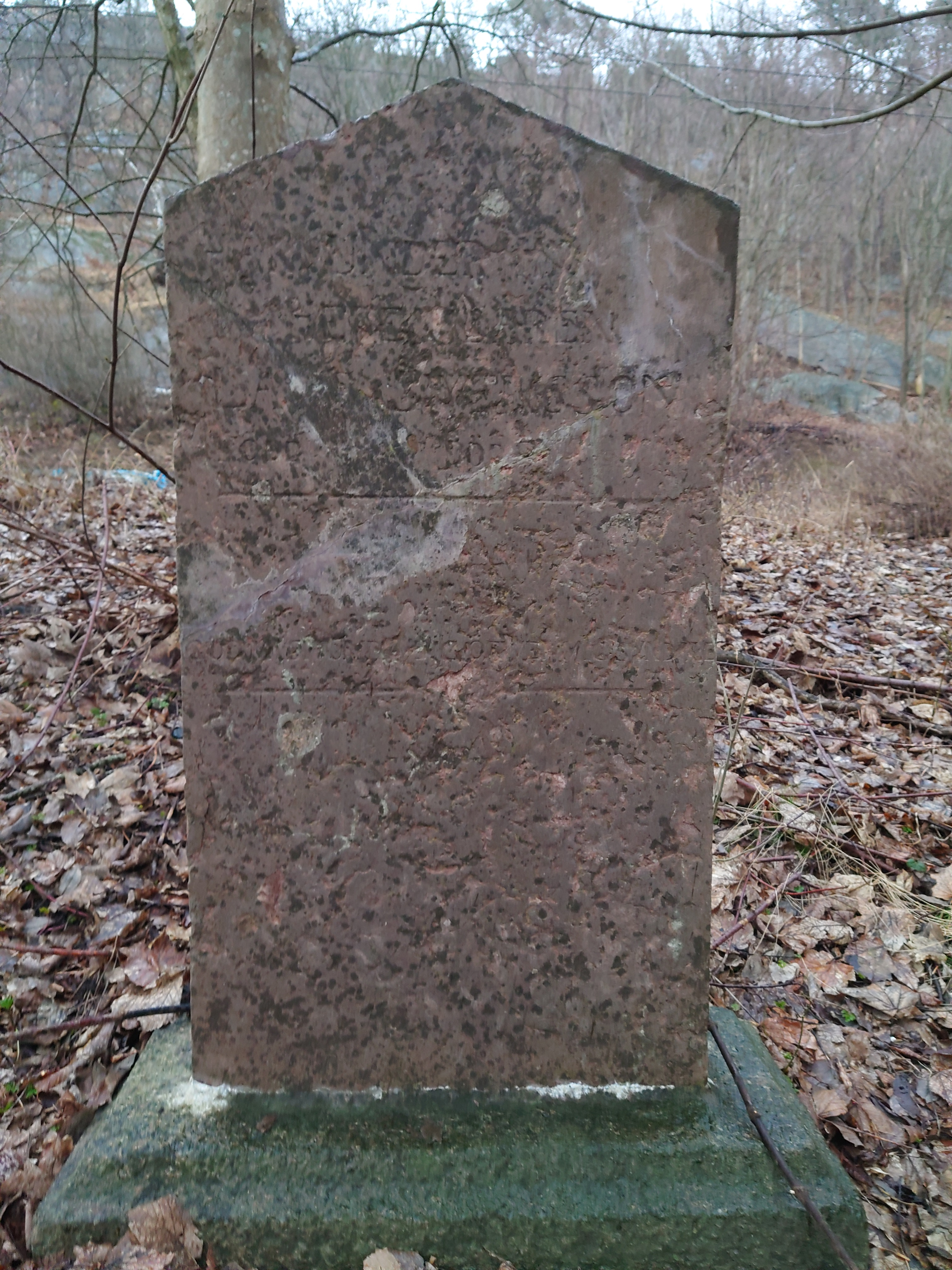
Hejderidarens gravsten